# Cussy-en-Morvan
Cussy-en-Morvan è un comune francese di 470 abitanti situato nel dipartimento della Saona e Loira nella regione della Borgogna-Franca Contea.

## Società

### Evoluzione demografica
Abitanti censiti